# Björn Thofelt
Björn Thofelt (Stoccolma, 12 giugno 1935) è un ex pentatleta svedese.

## Palmarès
In carriera ha conseguito i seguenti risultati:
- Mondiali:

Budapest 1954: oro nel pentathlon moderno individuale e bronzo a squadre.